# Coscinodon pilifer
Coscinodon pilifer är en bladmossart som först beskrevs av Dickson, och fick sitt nu gällande namn av Bridel 1827. Coscinodon pilifer ingår i släktet Coscinodon och familjen Grimmiaceae. Inga underarter finns listade i Catalogue of Life.